# 彫刻の小径

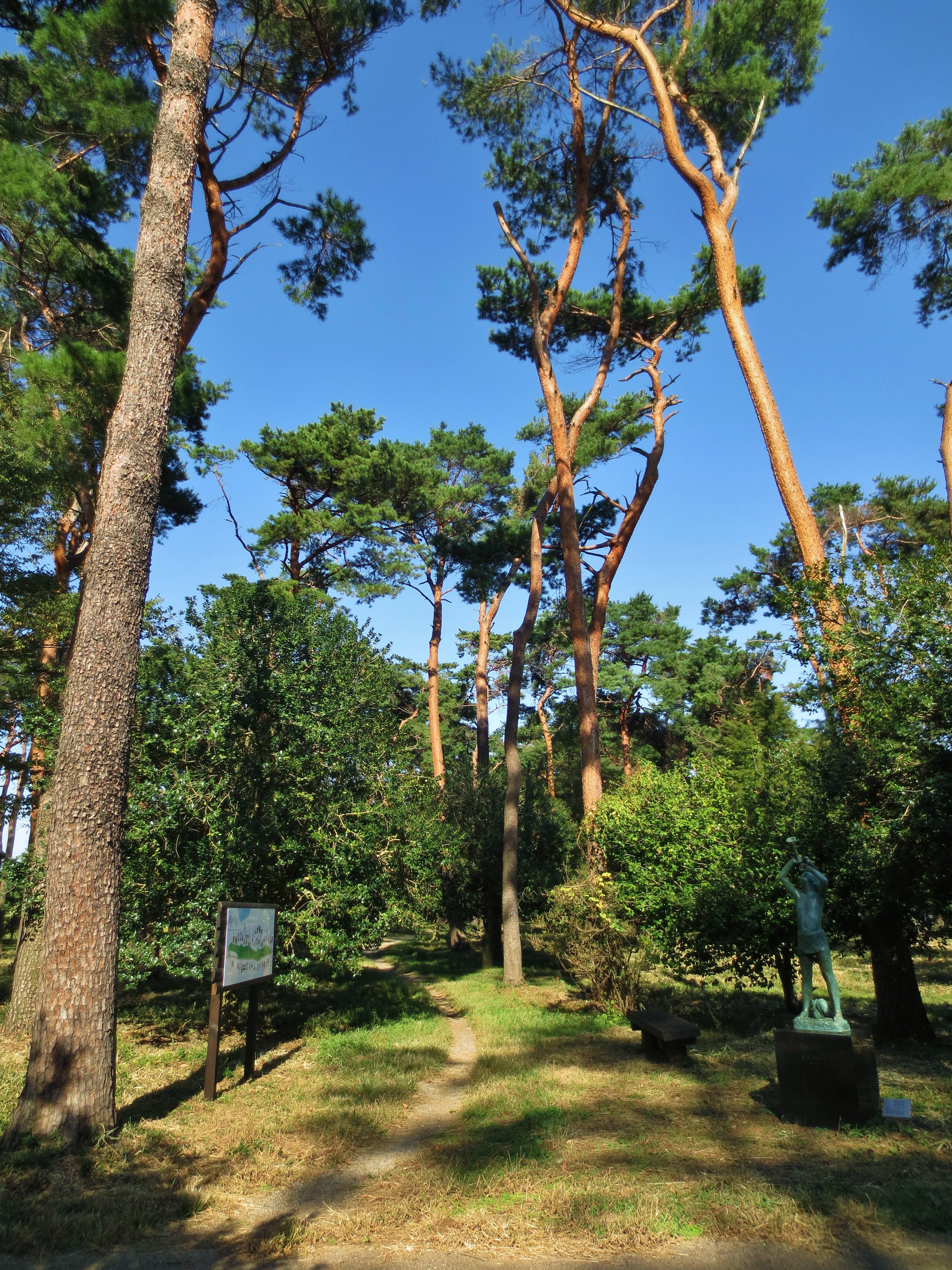
彫刻の小径

彫刻の小径（ちょうこくのこみち）とは群馬県館林市高根町にある散策路である。

## 概要
館林市出身である藤野天光をはじめとした様々な彫刻家の作品38点を約2キロメートルにわたり展示。館林市の『藤野天光』顕彰プロジェクトとして「頑張る地方応援プログラム平成19年度〜平成21年度」として登録されており、今後の内容として藤野天光の遺族より寄贈された約370点の彫像の展示と「文化の薫るまちづくり」を推進する予定である。
平成７年度手づくり郷土賞（自然部門）受賞。	

## 周辺
- 多々良沼
- 群馬県立館林美術館
- 館林市立多々良中学校
- 館林市立第八小学校
- ビバホーム館林店